# Jerry Seinfeld
Pour les articles homonymes, voir Seinfeld (homonymie).
Jerome Seinfeld, dit Jerry Seinfeld, né le 29 avril 1954 à Brooklyn (New York), est un humoriste, comédien, producteur et auteur américain.
Comédien de stand-up, il se fait connaitre du grand public en 1981 en apparaissant dans The Tonight Show présenté par Johnny Carson. Il est avec Larry David, le créateur de la série télévisée américaine Seinfeld, considérée comme la meilleure sitcom de tous les temps par le magazine Vanity Fair,. Jerry Seinfeld pratique l'humour d'observation.
En 2005, la chaîne de télévision américaine, Comedy Central classe Jerry Seinfeld 12e plus grand comédien de stand-up de l'histoire.

## Biographie

### Jeunesse
Jerome Allen Seinfeld est né à Brooklyn, à New York. Son père, Kalman Seinfeld (1918-1985), est d'ascendance juive hongroise et raconte des blagues qu’il a entendues en servant pendant la Seconde Guerre mondiale. Sa mère, Betty Hosni (1915-2014), est d'origine juive syrienne et ses parents, Selim et Salha Hosni, étaient originaires d'Alep, en Syrie.
Seinfeld grandit à Massapequa et suit ses études secondaires à la Massapequa High School (en) de Long Island. 
À l'âge de seize ans, il fait du bénévolat au kibboutz Sa'ar en Israël. Il fréquente l'université d'État de New York à Oswego, après avoir obtenu sa deuxième année d'études au Queens College, à l'université de la ville de New York, avec un diplôme en communication et en théâtre.

### LeTonight Show
En mai 1981, il fait un sketch remarqué au Tonight Show de Johnny Carson. C'est grâce à ce sketch que sa carrière prend son envol.  
Son humour se base sur les observations de la vie quotidienne, commençant par les mots célèbres « Did you notice… » (« Avez-vous remarqué… »). 

### Seinfeld, a show about nothing
En 1989, la sitcom The Seinfeld Chronicles prend l'antenne sur le réseau NBC. Jerry Seinfeld et Larry David sont les cocréateurs de l'émission. Jerry y tient le rôle principal. Malgré l'inexpérience des deux auteurs, un des dirigeants de NBC est séduit par l'audace du concept de la série et utilise son budget pour commander quatre épisodes aux deux auteurs. La série est rebaptisée Seinfeld et deviendra l'un des plus grands succès télévisuels des États-Unis,.
Malgré les offres de NBC qui propose un contrat de 110 millions de dollars à l'acteur (cinq millions par épisode, record absolu de l'offre la plus importante faite à un acteur de série télévisée pour le tournage d'une dixième saison) Jerry Seinfeld décide de mettre fin à la série en 1998, après 180 épisodes.

### L'aprèsSeinfeld

#### Retour au stand up
Depuis la fin de l'émission, sa carrière consiste principalement à donner des spectacles. 

#### Incursion au cinéma d'animation
Le 2 novembre 2007, (le 12 décembre 2007 en France) est sorti Bee Movie : Drôle d'abeille, film des studios DreamWorks Animation dans lequel Jerry Seinfeld, également un des scénaristes du film, prête sa voix à Barry B. Benson, une jeune abeille qui décide d'intenter un procès aux humains pour vol de miel.

#### Curb your enthusiasm
Dans la série Larry et son nombril (Curb your enthusiasm) mettant en scène Larry David (co-créateur de Seinfeld) jouant son propre rôle, toute la saison 7 (2009) s'articule autour de la volonté de créer un épisode spécial réunissant toute l'équipe de Seinfeld, Jerry Seinfeld apparaît donc tout le long de la saison en y jouant son propre rôle.
Invité par Gad Elmaleh, il se produit en spectacle pour la première fois en France le 18 septembre 2011.

### Comedians in Cars Getting Coffee

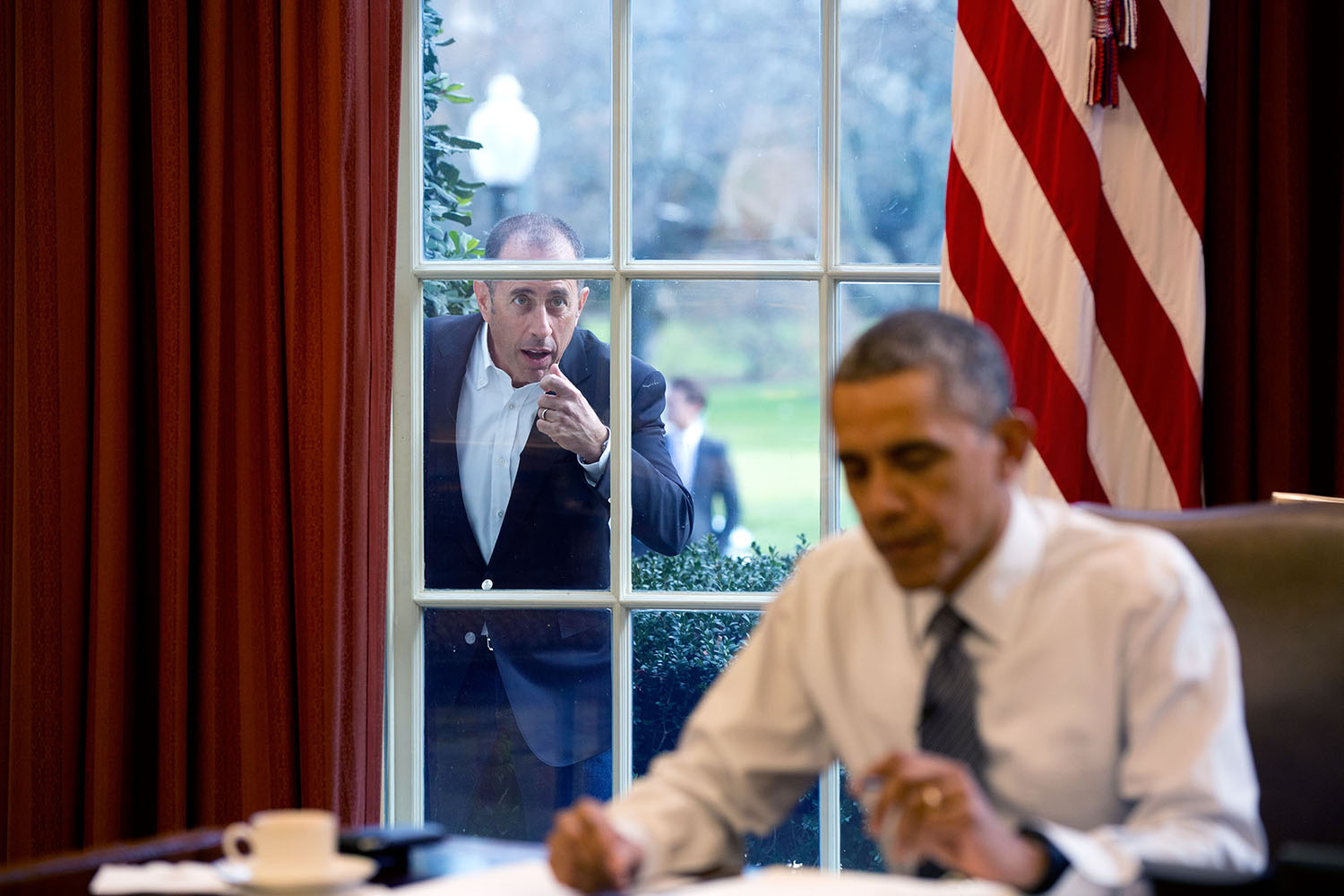
Barack Obama apparaissant dans Comedians in Cars Getting Coffee.

Le 19 juillet 2012, il lance une web-série baptisée Comedians in Cars Getting Coffee. Il y invite un comédien dans une voiture différente à chaque épisode et l'emmène prendre un café tout en discutant avec lui. L'émission a initialement été diffusée sur le service de streaming Crackle avant d'être rachetée par Netflix. Jerry Seinfeld accueille un invité très particulier dans le dernier épisode de la saison 7, tout simplement le président des États-Unis Barack Obama. Dans une vidéo d'hommage aux Obama, avant que le président ne quitte ses fonctions, Seinfeld a déclaré : « Frapper à la fenêtre du bureau ovale. C'était probablement le sommet de toute mon existence ».
Seinfeld a signé un contrat avec Netflix en janvier 2017. Dans le cadre de ce contrat, tous les anciens épisodes de Comedians in Cars Getting Coffee sont disponibles sur le service de streaming en plus d'une nouvelle saison de vingt-quatre épisodes.
En décembre 2012, Seinfeld dit qu'il pratique la méditation transcendantale depuis quarante ans et milite pour que cette technique de relaxation soit dispensée aux personnes atteintes de trouble de stress post-traumatique (SSPT).

### Vie privée

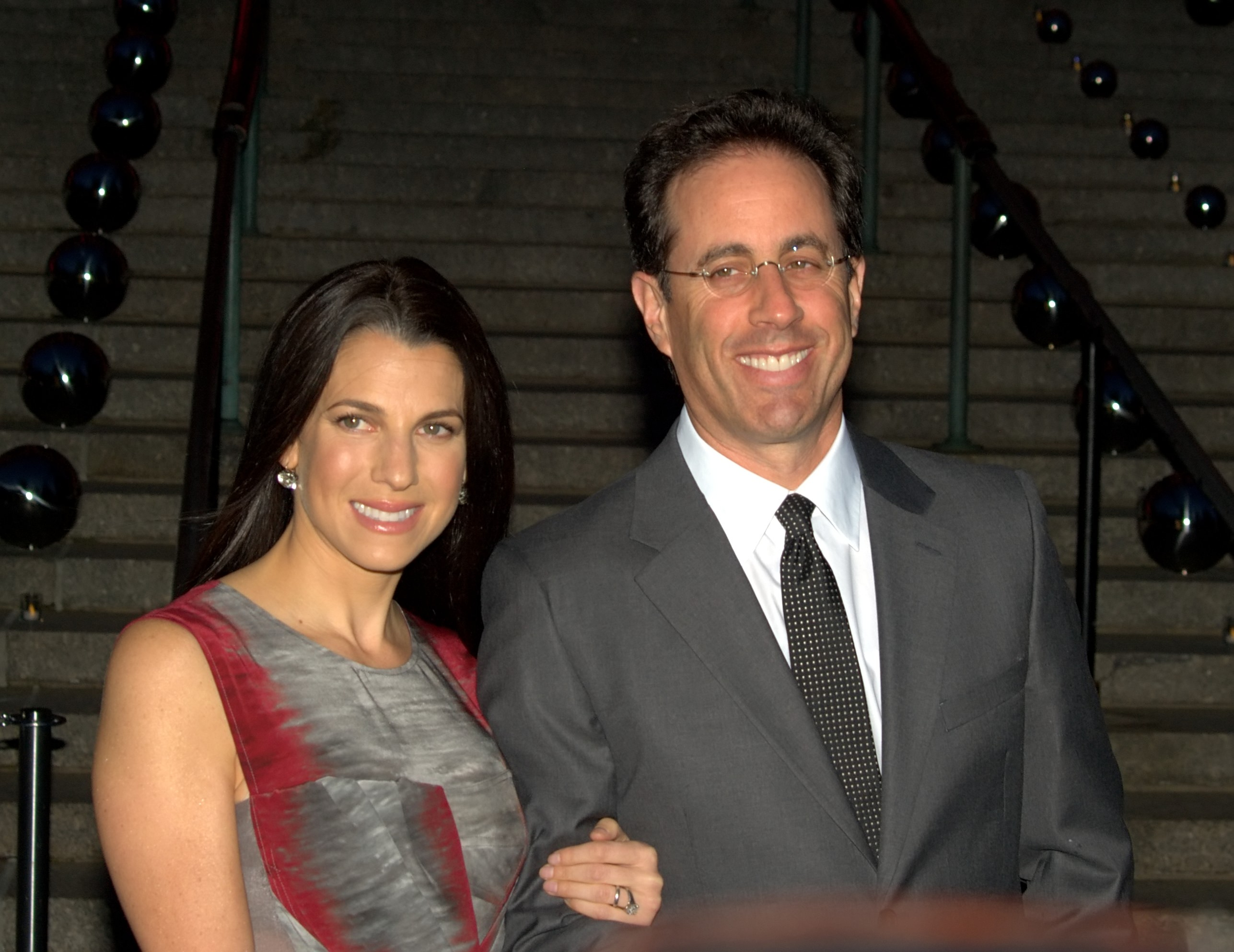
Jessica Seinfeld et Jerry Seinfeld au Tribeca Film Festival en 2010.

Il est marié avec Jessica Sklar qu'il rencontre en 1998.  
Le 5 novembre 2015, il participe activement au concert de bienfaisance de la Fondation David-Lynch qui se tient au Carnegie Hall de New York, Le changement commence de l'intérieur qui propose la méditation transcendantale pour lutter contre le stress. Il partage la scène avec Sting, Katy Perry, Angélique Kidjo, et Jim James. Il déclare : « Ça a été la plus grande technique et aide dans la vie que j'ai jamais rencontré, et je suis ravi de faire partie de ce mouvement qui semble avoir vraiment été revigoré par Bob Roth et David Lynch », dit-il. « Je ferai tout ce que je pourrais pour en faire la promotion, parce que je pense que c'est la plus grande chose comme outil de la vie, ou comme outil de travail ou pour juste donner un sens aux choses ».

## Influences

### En Amérique du Nord
Seinfeld a cité comme ses influences l'humoriste Jean Shepherd et les comédiens Jerry Lewis, Bill Cosby, George Carlin, Jay Leno, Robert Klein et Abbott et Costello et l'acteur Ricardo Montalbán. 
Parmi les interprètes et producteurs influencés par Seinfeld, on compte Judd Apatow, Kevin Hart et Dennis Miller.

### En France
Seinfeld a une forte influence sur une nouvelle génération d'humoristes français, représentée par Jamel Debbouze, Gad Elmaleh ou Tomer Sisley. Pourtant, sa notoriété reste assez faible auprès du public français, bien que sa série ait été diffusée sur Canal+. Ces derniers sont néanmoins accusés de plagiat envers des humoristes américains de stand up.

## Distinctions

### Récompenses
- Golden Globes 1994 : meilleur acteur pour la série Seinfeld
- Screen Actors Guild Awards 1995, 1997 et 1998 : meilleure distribution - comédie pour la série Seinfeld

### Record
- Guinness World Record de l'acteur le mieux payé au monde en 1998 pour la série Seinfeld[14].

## Filmographie

### Acteur

#### Cinéma
- 1999 : Toy Story 2 de John Lasseter : Chèvre (voix)
- 2003 : Le Chat chapeauté (The Cat in the Hat) de Bo Welch : Ludwig
- 2007 : Bee Movie : Drôle d'abeille (Bee Movie) de Simon J. Smith et Steve Hickner : Barry B. Benson (voix)
- 2024 : Unfrosted : L'Épopée de la Pop-Tart (Unfrosted) de lui-même : Bob Cabana / Teen Ravioli (voix)

#### Télévision
- 1989-1998 : Seinfeld : lui-même
- 2001 : Rolie Polie Olie : Bee (voix)
- 2009 / 2024 : Larry et son nombril (Curb Your Enthusiasm) : lui-même

### Producteur
- 2007 : Bee Movie : Drôle d'abeille (Bee Movie) de Simon J. Smith et Steve Hickner
- 2024 : Unfrosted : L'Épopée de la Pop-Tart (Unfrosted) de lui-même

### Scénariste
- 2024 : Unfrosted : L'Épopée de la Pop-Tart (Unfrosted) de lui-même

### Réalisateur
- 2024 : Unfrosted : L'Épopée de la Pop-Tart (Unfrosted)

## Voix francophones
En version française, Jerry Seinfeld est doublé par Jean-Claude Montalban dans Seinfeld ainsi que dans plusieurs apparitions épisodiques (Infos FM, Dingue de toi, 30 Rock, Louie).
Le doublant une première fois dans Larry et son nombril, Philippe Bozo retrouve l'acteur dans Unfrosted : L'Épopée de la Pop-Tart. En 2007, il est doublé par Gad Elmaleh dans Bee Movie : Drôle d'abeille.

## Ouvrages
- Seinfeld, Jerry, Le Monde selon moi " Seinlanguage " , Chiflet & Cie, 2008.